# Seat Ateca
La Seat Ateca est un SUV dévoilé par le constructeur automobile espagnol Seat au Salon de Genève 2016, pour une production débutant à l'été 2016.
La version restylée de l'Ateca est lancée au second semestre de l'année 2020.

## Présentation

### Origine du nom
Ateca est le nom d'une ville située à l'ouest de Saragosse, en Espagne.

### Historique
Le 10 février 2016, Seat présente les premières photos officielles du SUV. Après les spéculations sur Tribu, Iqron, Teqta ou Aran, c'est finalement Ateca qui sera le patronyme du SUV. L'Ateca peut être considérée comme la remplaçante de la Seat Altea et de sa version Freetrack qui ne seront pas renouvelées. Elle repose sur la nouvelle plateforme modulaire MQB (Modularer Querbaukasten) qu'elle partage avec les autres crossovers compacts du Groupe Volkswagen que sont les Volkswagen T-Roc, Škoda Karoq et Audi Q3.
Au Salon de Genève 2018, Seat dévoile la version Cupra (devenue depuis 2018 une marque à part entière) de son Ateca qui revendique une puissance de 300 chevaux venant de son moteur 4-cylindres 2.0 Turbo emprunté à la León.

### Phase 2
La version restylée de l'Ateca est présentée le 15 juin 2020.

## Caractéristiques techniques

### Équipement
La Seat Ateca peut être équipée comme sa cousine la Volkswagen Tiguan, d'un sélecteur de mode de conduite qui se prénomme "Seat Drive Profile". Le conducteur a le choix entre : Eco, Normal, Sport et Individual (uniquement les versions 2 roues motrices).
Les versions 4 roues motrices offre le choix entre les modes de conduite Eco, Normal, Sport, Individual, Montagne ou Neige.
Le SUV s'équipe comme sa petite sœur la León, de feux full LED.
En 2018, la Seat Ateca recevra un cockpit numérique dénommé "Digital Cockpit" chez Seat. Il est similaire à l'Active Info Display chez VW ou le Virtual Cockpit chez Audi. Il sera proposé de série sur la finition Xcellence. Le prix proposé sur les autres finitions est de 345 €,.

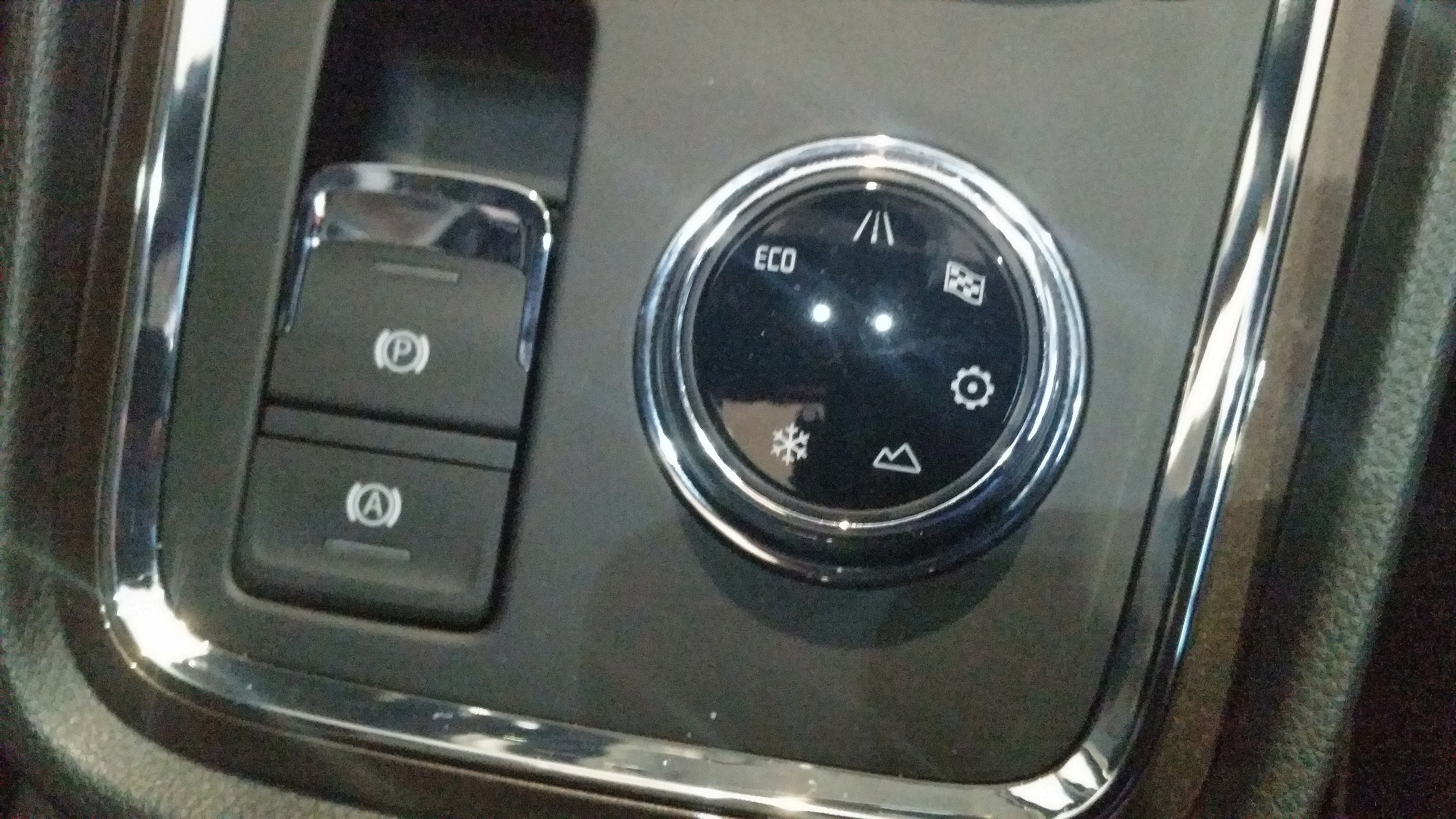
Sélecteur de mode de conduite
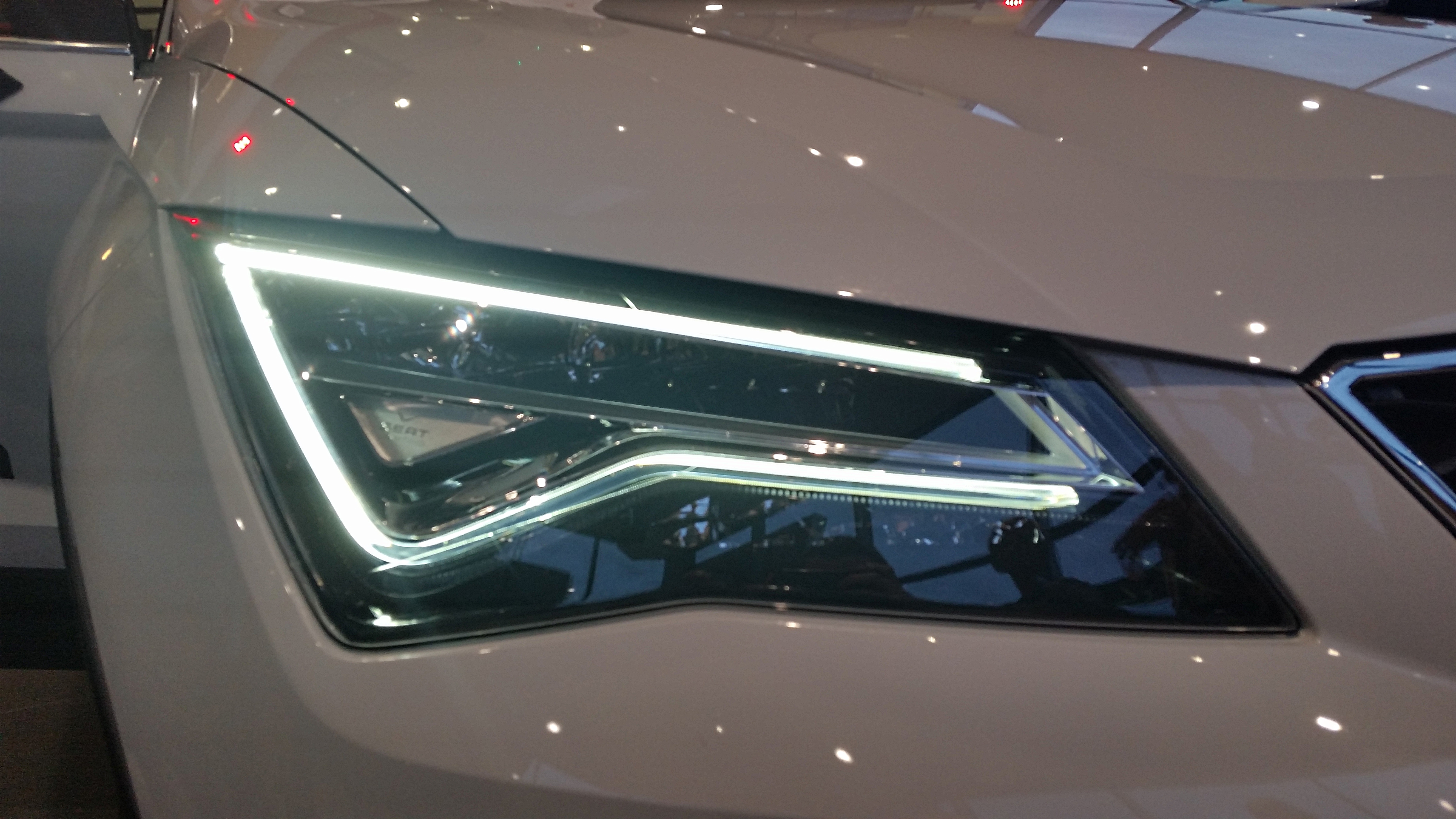
Feux de la Seat Ateca

### Motorisations
Quatre motorisations sont prévues au lancement, un trois et un quatre cylindres essence ainsi qu'un trois et quatre cylindres diesel,.
Les motorisations, sauf le diesel d'entrée de gamme, sont à la norme euro 6. De plus tous les diesels, sauf le TDI 115 ch, ont un réservoir de 12 L d'Adblue.
Tous les moteurs disposent d'une système "start/stop" qui coupe le moteur au feu rouge.

#### Phase 1
Essence
Le TSI 150 est équipé de la technologie ACT qui coupe deux cylindres sur quatre lorsque le moteur est peu sollicité.
|                              | 1.0 TSI 115          | 1.4 TSI 150          | 1.4 TSI 150          | 1.4 TSI 150          | 1.4 TSI 150          | 2.0 TSI 190 DSG7 4Drive |
| ---------------------------- | -------------------- | -------------------- | -------------------- | -------------------- | -------------------- | ----------------------- |
| Moteur                       | 3-cylindres en ligne | 4-cylindres en ligne | 4-cylindres en ligne | 4-cylindres en ligne | 4-cylindres en ligne | 4-cylindres en ligne    |
| Alimentation                 | Turbocompressé       | Turbocompressé       | Turbocompressé       | Turbocompressé       | Turbocompressé       | Turbocompressé          |
| Cylindrée (cm³)              | 999                  | 1 395                | 1 395                | 1 395                | 1 395                | 1 984                   |
| Puissance maximale ch (kW)   | 115 (85)             | 150 (110)            | 150 (110)            | 150 (110)            | 150 (110)            | 190 (140)               |
| au régime de (tr/min)        | 5 000 à 5 500        | 5 000 à 6 000        | 5 000 à 6 000        | 5 000 à 6 000        | 5 000 à 6 000        | 4 200 à 6 000           |
| Couple maximal (N m)         | 200                  | 250                  | 250                  | 250                  | 250                  | 320                     |
| au régime de (tr/min)        | 2 000 à 3 500        | 1 500 à 3 500        | 1 500 à 3 500        | 1 500 à 3 500        | 1 500 à 3 500        | 1 450 à 4 200           |
| Norme environnementale       | Euro 6               | Euro 6               | Euro 6               | Euro 6               | Euro 6               | Euro 6                  |
| Boîte de vitesses            | BVM 6                | BVM 6                | DSG 7                | BVM 6                | DSG 6                | DSG 7                   |
| Transmission                 | Traction             | Traction             | Traction             | Intégrale (4Drive)   | Intégrale (4Drive)   | Intégrale (4Drive)      |
| Vitesse maximale (en km/h)   | 183                  | 201                  | 198                  | 192                  | 189                  | 212                     |
| 0-100 km/h (en s)            | 11,0                 | 8,5                  | 8,6                  | 9,0                  | 8,9                  | 7,9                     |
| Émissions de CO2 (en g/km)   | 120                  | 125                  | 126                  | 139                  | 144                  | 159                     |
| Consommation (en ℓ/100 km)   | 5,3                  | 5,4                  | 5,5                  | 6,1                  | 6,3                  | 7,0                     |
| Capacité du réservoir (en L) | 50                   | 50                   | 50                   | 55                   | 55                   | 55                      |
| Masse à vide (kg)            | 1 280                | 1 349                | 1 375                | 1 460                | 1 476                | 1 536                   |

Diesel
Les moteurs diesel s'échelonnent de 115 à 190 ch. Le moteur le plus puissant est uniquement disponible en transmission intégrale et en boîte de vitesses automatiques DSG.
|                              | 1.6 TDI 115          | 2.0 TDI 150 4Drive   | 2.0 TDI 190 DSG7 4Drive |
| ---------------------------- | -------------------- | -------------------- | ----------------------- |
| Moteur                       | 4-cylindres en ligne | 4-cylindres en ligne | 4-cylindres en ligne    |
| Alimentation                 | Turbocompressé       | Turbocompressé       | Turbocompressé          |
| Cylindrée (cm³)              | 1 598                | 1 968                | 1 968                   |
| Puissance maximale ch (kW)   | 115 (85)             | 150 (110)            | 190 (140)               |
| au régime de (tr/min)        | 3 250 à 4 000        | 3 500 à 4 000        | 3 500 à 4 000           |
| Couple maximal (N m)         | 250                  | 340                  | 400                     |
| au régime de (tr/min)        | 1 500 à 3 250        | 1 750 à 3 000        | 1 750 à 3 250           |
| Norme environnementale       | Euro 5               | Euro 6               | Euro 6                  |
| Boîte de vitesses            | BVM 6                | BVM 6                | DSG 7                   |
| Transmission                 | Traction             | Intégrale (4Drive)   | Intégrale (4Drive)      |
| Vitesse maximale (en km/h)   | 184                  | 196                  | 212                     |
| 0-100 km/h (en s)            | 11,5                 | 9,0                  | 7,5                     |
| Émissions de CO2 (en g/km)   | 114                  | 129                  | 135                     |
| Consommation (en ℓ/100 km)   | 4,4                  | 5,1                  | 5,3                     |
| Capacité du réservoir (en ℓ) | 50                   | 55                   | 55                      |
| Masse à vide (kg)            | 1 375                | 1 548                | 1 589                   |

## Galerie

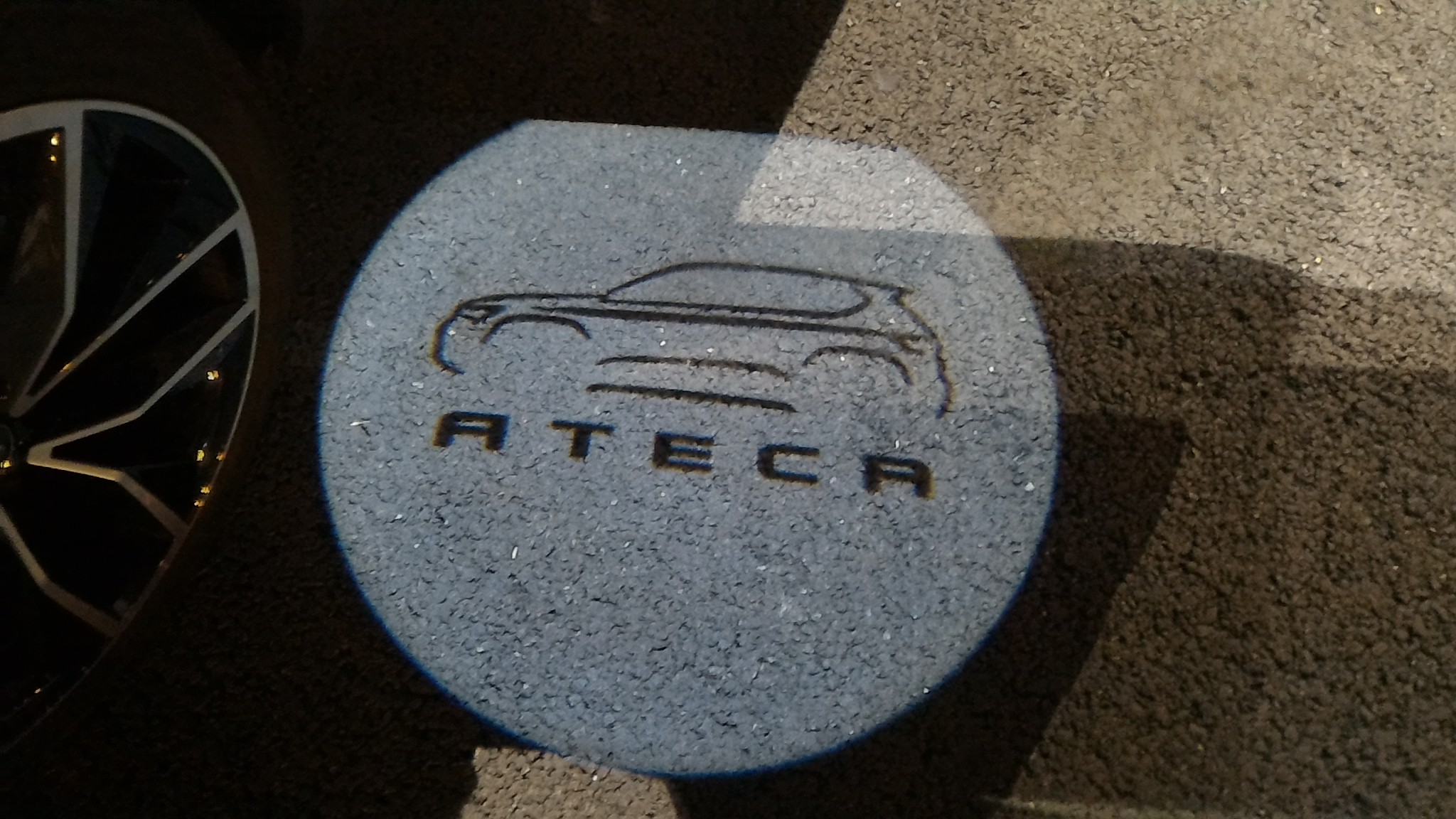
Lumière du rétroviseur.

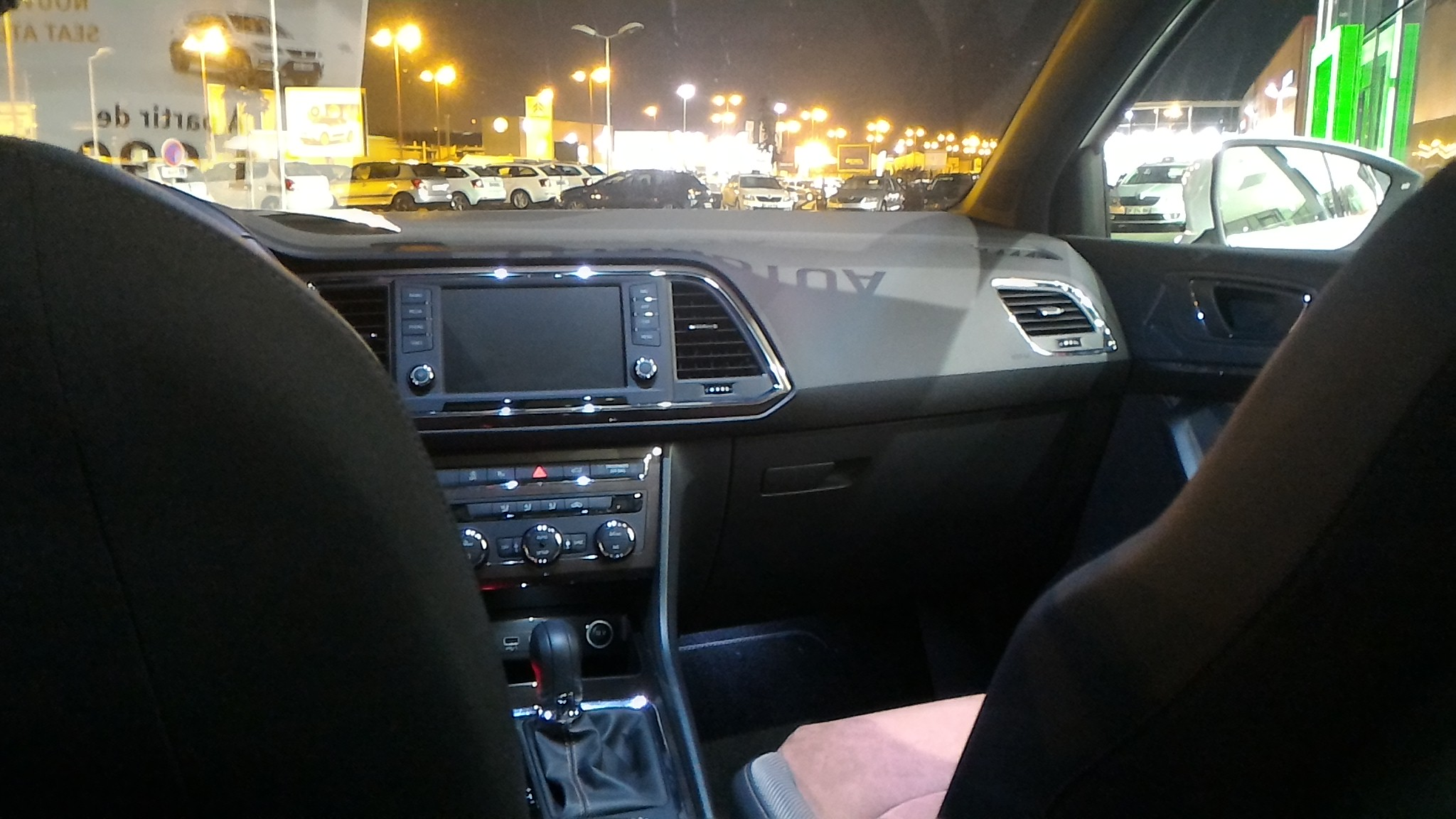
Intérieur de la Seat Ateca en finition Xcellence avec la boite automatique DSG.

#### Phase 2
Essence
|                              | 1.0 TSI 115          | 1.5 TSI 150          | 1.5 TSI 150          | 2.0 TSI 190 DSG7 4Drive |
| ---------------------------- | -------------------- | -------------------- | -------------------- | ----------------------- |
| Moteur                       | 3-cylindres en ligne | 4-cylindres en ligne | 4-cylindres en ligne | 4-cylindres en ligne    |
| Alimentation                 | Turbocompressé       | Turbocompressé       | Turbocompressé       | Turbocompressé          |
| Cylindrée (cm³)              | 999                  | 1 498                | 1 498                | 1 984                   |
| Puissance maximale ch (kW)   | 115 (85)             | 150 (110)            | 150 (110)            | 190 (140)               |
| au régime de (tr/min)        |                      |                      |                      |                         |
| Couple maximal (N m)         |                      |                      |                      |                         |
| au régime de (tr/min)        |                      |                      |                      |                         |
| Norme environnementale       | Euro 6d-Temp         | Euro 6d-Temp         | Euro 6d-Temp         | Euro 6d-Temp            |
| Boîte de vitesses            | BVM 6                | BVM 6                | DSG 7                | DSG 7                   |
| Transmission                 | Traction             | Traction             | Traction             | Intégrale               |
| Vitesse maximale (en km/h)   |                      |                      |                      |                         |
| 0-100 km/h (en s)            |                      |                      |                      |                         |
| Émissions de CO2 (en g/km)   |                      |                      |                      |                         |
| Consommation (en ℓ/100 km)   |                      |                      |                      |                         |
| Capacité du réservoir (en L) |                      |                      |                      |                         |
| Masse à vide (kg)            |                      |                      |                      |                         |

Diesel
|                              | 2.0 TDI 115          | 2.0 TDI 150          | 2.0 TDI 150          | 2.0 TDI 150          |
| ---------------------------- | -------------------- | -------------------- | -------------------- | -------------------- |
| Moteur                       | 4-cylindres en ligne | 4-cylindres en ligne | 4-cylindres en ligne | 4-cylindres en ligne |
| Alimentation                 | Turbocompressé       | Turbocompressé       | Turbocompressé       | Turbocompressé       |
| Cylindrée (cm³)              |                      | 1 968                | 1 968                | 1 968                |
| Puissance maximale ch (kW)   | 115 (85)             | 150 (110)            | 150 (110)            | 150 (110)            |
| au régime de (tr/min)        |                      |                      |                      |                      |
| Couple maximal (N m)         |                      |                      |                      |                      |
| au régime de (tr/min)        |                      |                      |                      |                      |
| Norme environnementale       | Euro 6d-Temp         | Euro 6d-Temp         | Euro 6d-Temp         | Euro 6d-Temp         |
| Boîte de vitesses            | BVM 6                | BVM 6                | DSG 7                | DSG 7                |
| Transmission                 | Traction             | Traction             | Traction             | Intégrale            |
| Vitesse maximale (en km/h)   |                      |                      |                      |                      |
| 0-100 km/h (en s)            |                      |                      |                      |                      |
| Émissions de CO2 (en g/km)   |                      |                      |                      |                      |
| Consommation (en ℓ/100 km)   |                      |                      |                      |                      |
| Capacité du réservoir (en ℓ) |                      |                      |                      |                      |
| Masse à vide (kg)            |                      |                      |                      |                      |

### Finitions
- Reference[13]
- Style
- Urban
- Xcellence
- FR

## Concept-car

### Seat Tribu

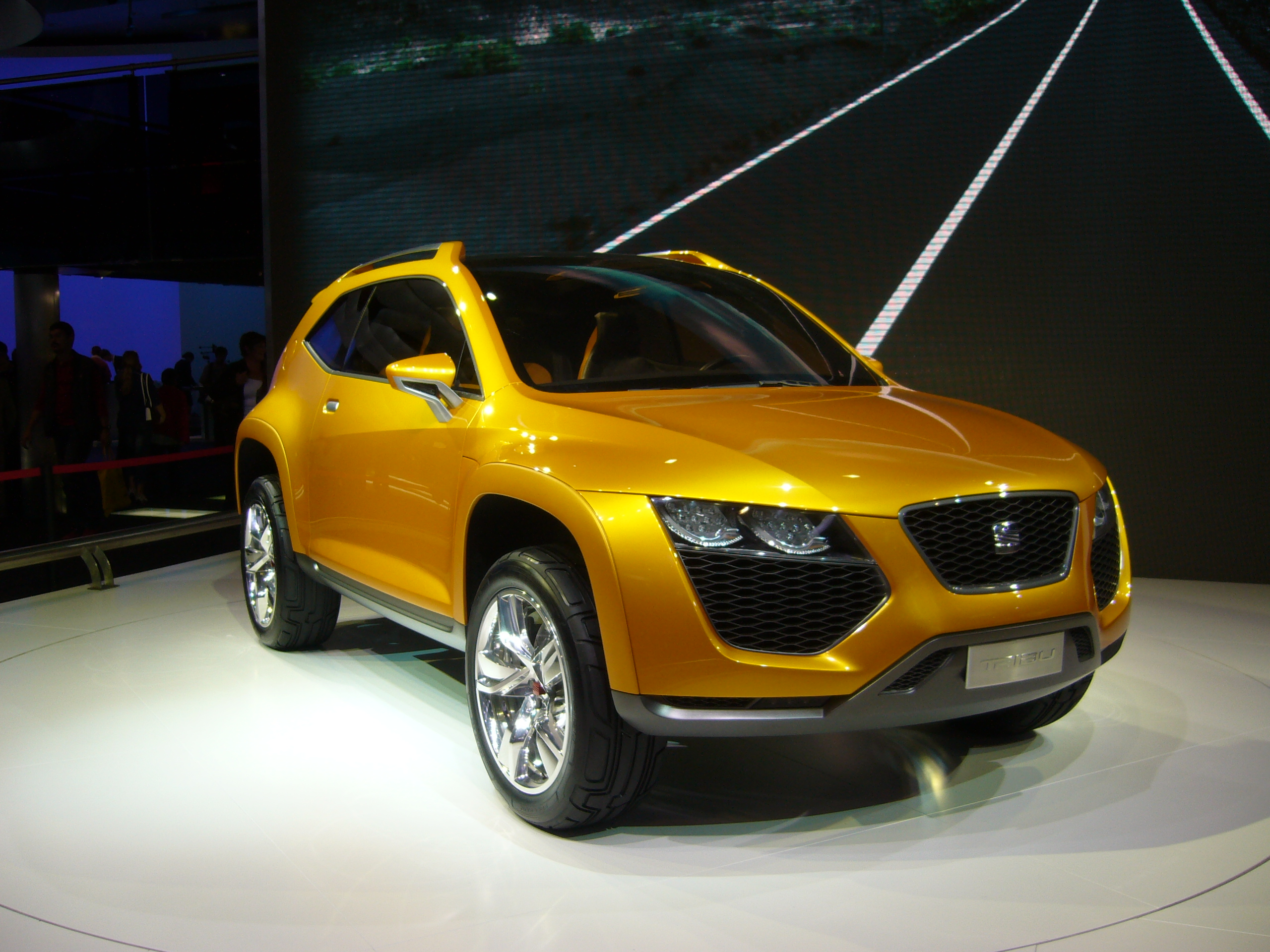
Seat Tribu

La Seat Tribu Concept est un concept car de la marque Seat en forme de SUV compact à 3 portes qui a été présenté au Salon de l'automobile de Francfort 2007. Elle intègre une interface à trois modes (Urban, Sport et Freerun) permettant au conducteur d’adapter sa monture en fonction des conditions rencontrées. En mode « Urban », la Tribu soigne son confort, réduit sa consommation et optimise ses émissions polluantes. Il s'agit du premier concept préfigurant l'Ateca.

### Seat IBe

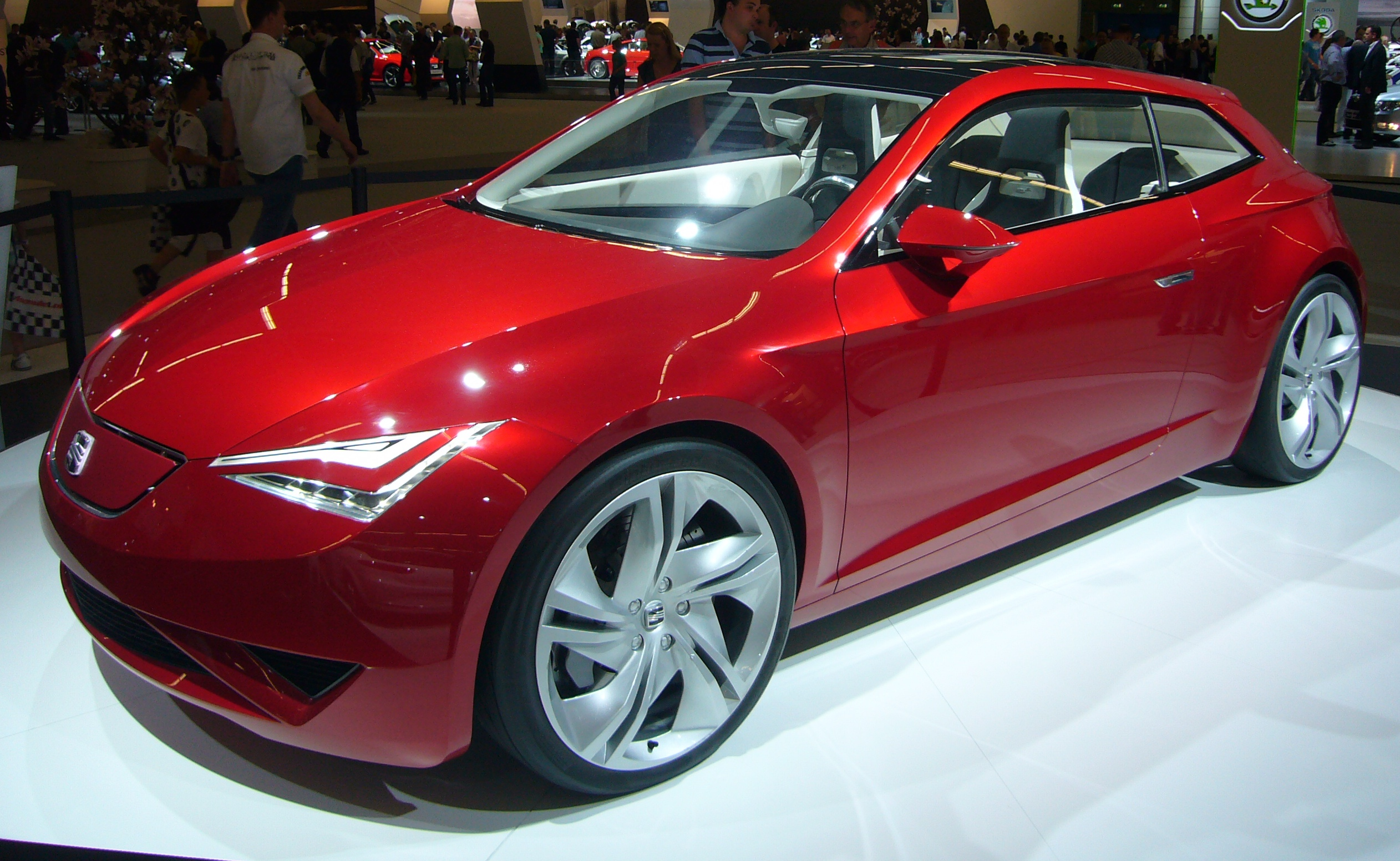
Seat IBe

La Seat IBe est un concept car présenté par Seat en 2011 au Salon de Genève. Elle était d'abord dévoilée en 2010 en berline 3 portes, puis en 2011 en 5 portes sous le nom de IBe 2, qui préfiguraient la troisième génération de la Seat León. En SUV, sa version définitive serait lancée en 2012, en raison de la crise financière du groupe Volkswagen qui retardait son lancement en 2009 mais dont qui a été rejeté.

### Seat 20V20

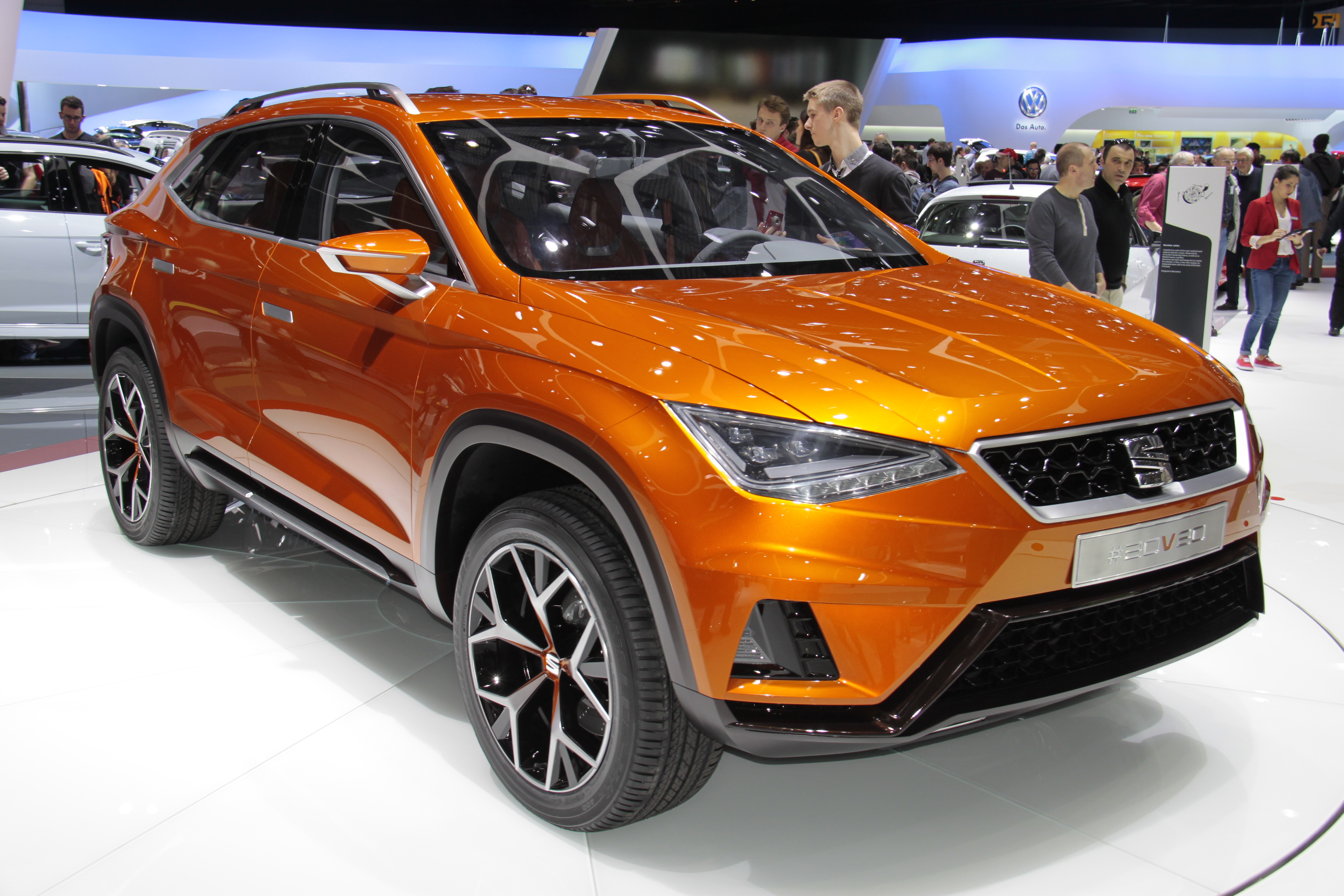
Seat 20V20

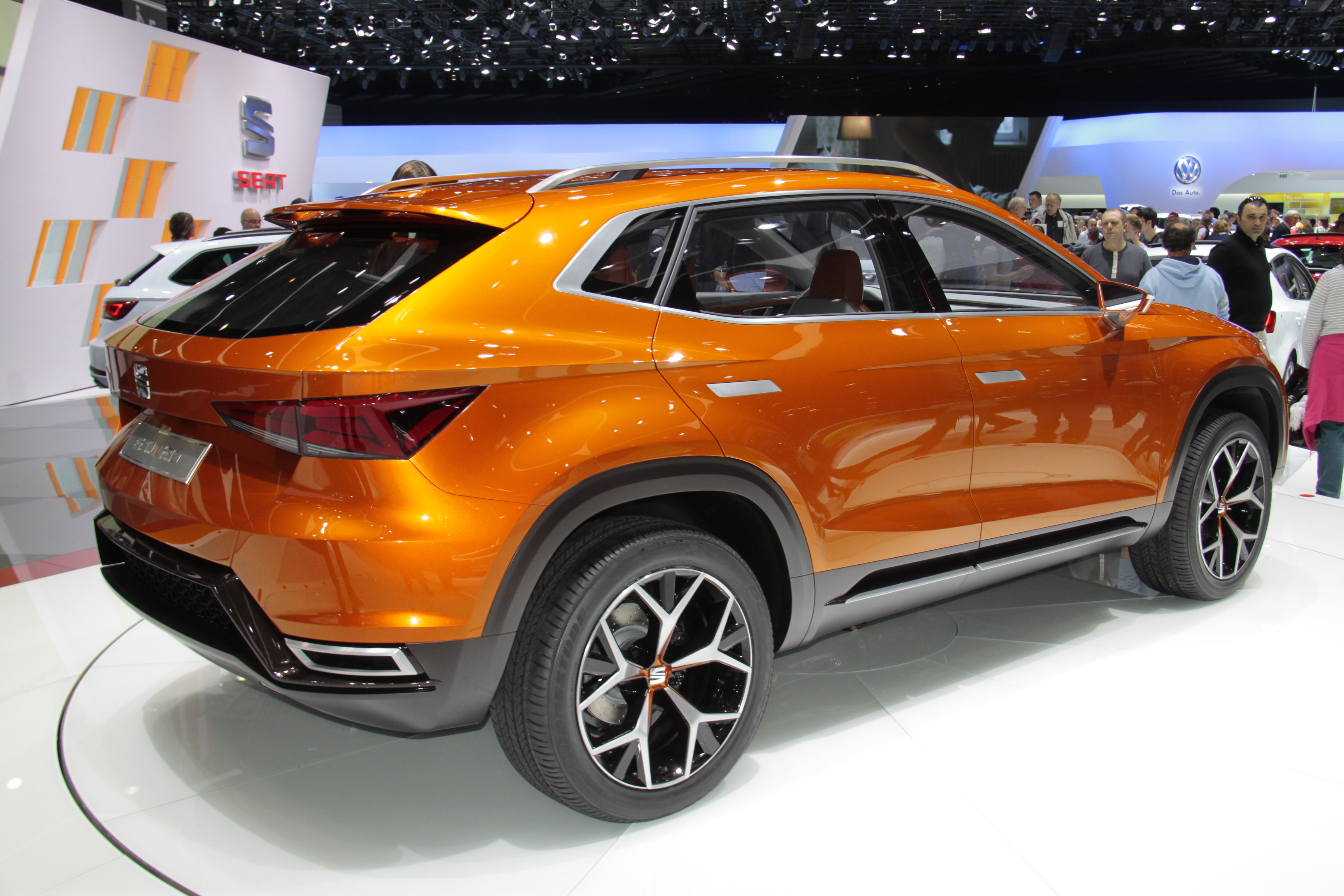
Seat 20V20

Au Salon de Genève 2015, Seat présente son concept 20V20 maintenant que la crise financière fut passée. 20V20 signifie Vision Veinte Veinte ("vision 20 sur 20", en espagnol). Ce concept possède des poignées de porte affleurantes et des rétroviseurs sculpturaux avec une découpe des vitres. Il est long de 4,66 m.

## Liens
- Page officielle de la Seat Ateca

- Spot publicitaire Seat Ateca, septembre 2016. Extrait de : Sinnerman, album Pastel Blues de Nina Simone (1965).